# Arcoppia bacilligera
Arcoppia bacilligera är en kvalsterart som beskrevs av Sandór Mahunka 1983. Arcoppia bacilligera ingår i släktet Arcoppia och familjen Oppiidae. Inga underarter finns listade i Catalogue of Life.